# Abecadło Kisiela
Abecadło Kisiela – zbiór wspomnień Stefana Kislelewskiego, obejmujący hasła poświęcone osobom, które odegrały rolę w jego życiu.

## Geneza
Pomysł Abecadła Kisiela zrodził się podczas realizacji filmu dokumentalnego Kisiel autorstwa Mariana Terleckiego, poświęconego peerelowskiemu opozycjoniście, w podziemnej wytwórni „Video Studio Gdańsk” w 1987 r. Liczne anegdoty, w których Stefan Kisielewski wspominał swoich znajomych, skłoniły reżysera do wyodrębnienia ich z filmu i uwzględnienia ich w kolejnym zrealizowanym (również w 1987 r.) przez siebie filmie Alfabet Kisiela. Na podstawie tego filmu, przy współpracy redakcyjnej Tomasza Wołka, w 1988 r. nakładem podziemnych wydawnictw Biblioteka Polityki Polskiej i Wydawnictwo Grup Politycznych „Wola” ukazała się książka Według alfabetu. Po transformacji ustrojowej w 1989 r. książka ukazała się w poszerzonej wersji w 1990 r. pod zmienionym tytułem Abecadło Kisiela.

## Treść
Abecadło Kisiela stanowi zbiór wspomnień autora w układzie alfabetycznym. Poszczególne hasła (różnej długości) są poświęcone postaciom, z którymi Kisielewski stykał się w swojej działalności dziennikarskiej, artystycznej i politycznej i które odegrały rolę w jego życiu. Są wśród nich politycy, również prominenci komunistyczni (m.in. Zbigniew Brzeziński, Józef Cyrankiewicz, Stanisław Mikołajczyk, Mieczysław Moczar, Bolesław Piasecki, Włodzimierz Sokorski); pisarze (m.in. Stanisław Dygat, Zbigniew Herbert, Paweł Jasienica, Czesław Miłosz, Adolf Nowaczyński, Jerzy Putrament, Leopold Tyrmand);; muzycy (m.in. Grzegorz Fitelberg); duchowni (m.in. Stefan Wyszyński), działacze emigracyjni (m.in. Jerzy Giedroyc, Konstanty Jeleński) i inni. Dzięki temu, że Stefan Kisielewski był posłem na Sejm w latach 1957–1965, Abecadło Kisiela zawiera też wiele informacji  o zakulisowych działaniach aparatu władzy PRL.
Abecadło Kisiela stanowi w dużej mierze dosłowny zapis wypowiedzi Kisielewskiego w filmie Alfabet Kisiela – posiada cechy języka mówionego, z powtórzeniami, równoważnikami zdań, potoczną składnią.